# Clayton Anderson
Clayton Conrad Anderson (* 23. února 1959, Omaha, Nebraska, Spojené státy americké) je americký astronaut, který pracoval v roce 2007 na Mezinárodní kosmické stanici ISS. Má přezdívku Clay.

## Životopis
Středoškolské vzdělání získal v roce 1977 na Ashland-Greenwood High School v Nebrasce, vysokoškolské studium zdárně ukončil roku 1981 v oboru fyziky na Hastings College a letectví na Iowa State University. Zde výuku zakončil v roce 1983 a nastoupil k NASA v Houstonu. Pracoval zde na různých místech. Byl mj. členem podmořského týmu NEEMO, sestaveného NASA.
Do výcvikového střediska astronautů byl zapsán v roce 1998, po absolvování výcviku byl zařazen do jednotky astronautů. Do vesmíru letěl v roce 2007 a strávil zde tři měsíce.
Je ženatý se Susan Jane, rozenou Harreldovou a mají spolu dvě děti – syna Coleho a dceru Marii.

## Let do vesmíru
V červnu 2007 byl členem posádky raketoplánu Atlantis. Raketoplán při svém 28. letu (dle COSPAR 2007-024A) odstartoval tradičně z kosmodromu na Mysu Canaveral na Floridě. Na palubě spolu s ním letěli: Frederick Sturckow, Lee Archamebaulf, Patrik Forrester, Steven Swanson, John Olivas a James Reilly. Anderson byl do posádky nominován dodatečně a po odletu Atlantisu na stanici zůstal jako člen Expedice 15, kde vystřídal Sunitu Williamsovou. Po příletu další dlouhodobé posádky v říjnu 2007 se stal na několik týdnů členem Expedice 16.
Anderson byl v pořadí 457. člověkem ve vesmíru, kam letěl jen jednou, v kosmu strávil 151 dní. Během pobytu na stanici absolvoval tři mnohahodinové výstupy (EVA) na její povrch, strávil na montážních pracích ve skafandru 18 hodin. Zpátky na Zem se vrátil s misí STS-120.
- STS-117 Atlantis, start 8. června 2007, přistál 7. listopadu 2007 s STS-120 Discovery